# 제35회 미국 작가 조합상
제35회 미국 작가 조합상은 1982년 뛰어난 활동을 보인 영화 작가를 기리기 위해 1983년 4월에 열린 시상식이다. [서부]LA, 비벌리 힐튼 호텔/[동부]뉴욕, 맥그루힐 빌딩에서 개최되었다.

## 수상 및 후보

### 각본상
- 이티 - 멜리사 머디슨 수상
- 투씨 - Larry Gelbart 수상

### 각색상
- 빅터 빅토리아 - 블레이크 에드워즈 수상
- 미싱 - 코스타 가브라스 수상

### 월계수상
- 라마르 트로티 수상

### 발렌타인 데이비스 상
- 할 캔터 수상

### 모건 콕스 상
- Oliver Crawford 수상